# Plebicula argentea
Plebicula argentea är en fjärilsart som beskrevs av Einar Wahlgren 1933. Plebicula argentea ingår i släktet Plebicula och familjen juvelvingar. Inga underarter finns listade i Catalogue of Life.